# Casa Josep Ravella
La casa Josep Ravella és un edifici situat al carrer de Sant Pere Més Alt, 4 de Barcelona, catalogat com a bé cultural d'interès local.

## Història
El 1784, Antoni Miret i Carrera va adquirir la propietat d'una finca al carrer de Sant Pere Més Alt i la va fer reconstruir. El 1788, la va vendre per 27.500 lliures al comerciant Josep Ravella i Busquets, que el 1799 actuava com a liquidador de la societat Guillem Timmermans i Cia i posteriorment constituí la raó social Timmermans, Ravella i Cia, amb seu al mateix edifici i que acabà en concurs de creditors. El 1826, els tutors dels seus fills menors van demanar autorització per a vendre la casa, que fou adquirida pel cirurgià i fabricant d'indianes Pere Carbonell i Vilaplana, natural de Granyena de Segarra, que a la seva mort el 1831 la va llegar al seu nebot Joan Carbonell i Sala.
El 1857 hi havia la fàbrica d'estampats de Ramon Camps, i el 1861, Joan Carbonell hi fer va instal·lar una màquina de vapor de 3 CV per a moure els cilindres. El 1863, la fàbrica pertanyia a la raó social Carbonell, Solé i Cia. Casat amb Maria Anortera, va tenir sis fills: Josep, Ramon, Raimunda, Rita, Rosa i Maria, i després de la seva mort el 1871, es van succeir una sèrie de litigis per l'herència, en els que participà també el seu germà Ramon.
El 1898, la propietària Assumpta Tort i el seu marit Josep Pella i Forgas van encarregar-ne la reforma al mestre d'obres Isidre Reventós i al pintor Francesc Soler i Rovirosa.

## Descripció
És un edifici de planta baixa i quatre pisos que s'estructura entorn un pati central, des del qual s'accedeix independentment a la planta noble o a l'escala de veïns.
A la façana principal, es disposen tres obertures d'arc escarser amb motllura, la central de les quals és la més gran i la que serveix per accedir a l'interior de l'edifici, mentre que les altres dues accedeixen a dos establiments diferents. El portal central també compta amb una antiga porta de fusta, decorada amb motius vegetals. Els tres finestrals que té cada pis són rectangulars i s'obren a balcons de llosana de pedra i barana de ferro forjat, de volada decreixent en funció de l'altura de les plantes. Els balcons del primer pis, a més, es recolzen sobre petites mènsules. Les plantes estan separades per impostes i es corona l'edifici amb una cornisa i la barana del terrat esgrafiada amb sanefes.
L'element més destacable són els esgrafiats que decoren tots els pisos, de gust barroc, obra del pintor Francesc Soler i Rovirosa. Aquests presenten diversos tipus de gerros de flors, garlandes i emmarcaments. La façana del pati d'illa, més ampla, també té un tram central amb esgrafiats del mateix autor, on s'indiquen les dates de 1788 (possible construcció de l'edifici) i 1898 (data d'execució dels esgrafiats).
A l'interior es conserven, ocults per revestiments posteriors, diversos elements ornamentals originals com la decoració dels sostres, de bigues de fusta i revoltons forjats pintats amb motius vegetals, de la darrera planta o la de l'arrimador de l'escala, amb estuc planxat al foc que imita marbre.

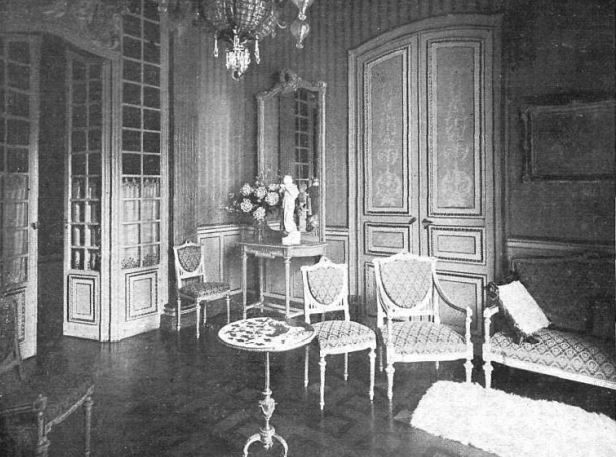
Salonet Lluís XVI (1910)

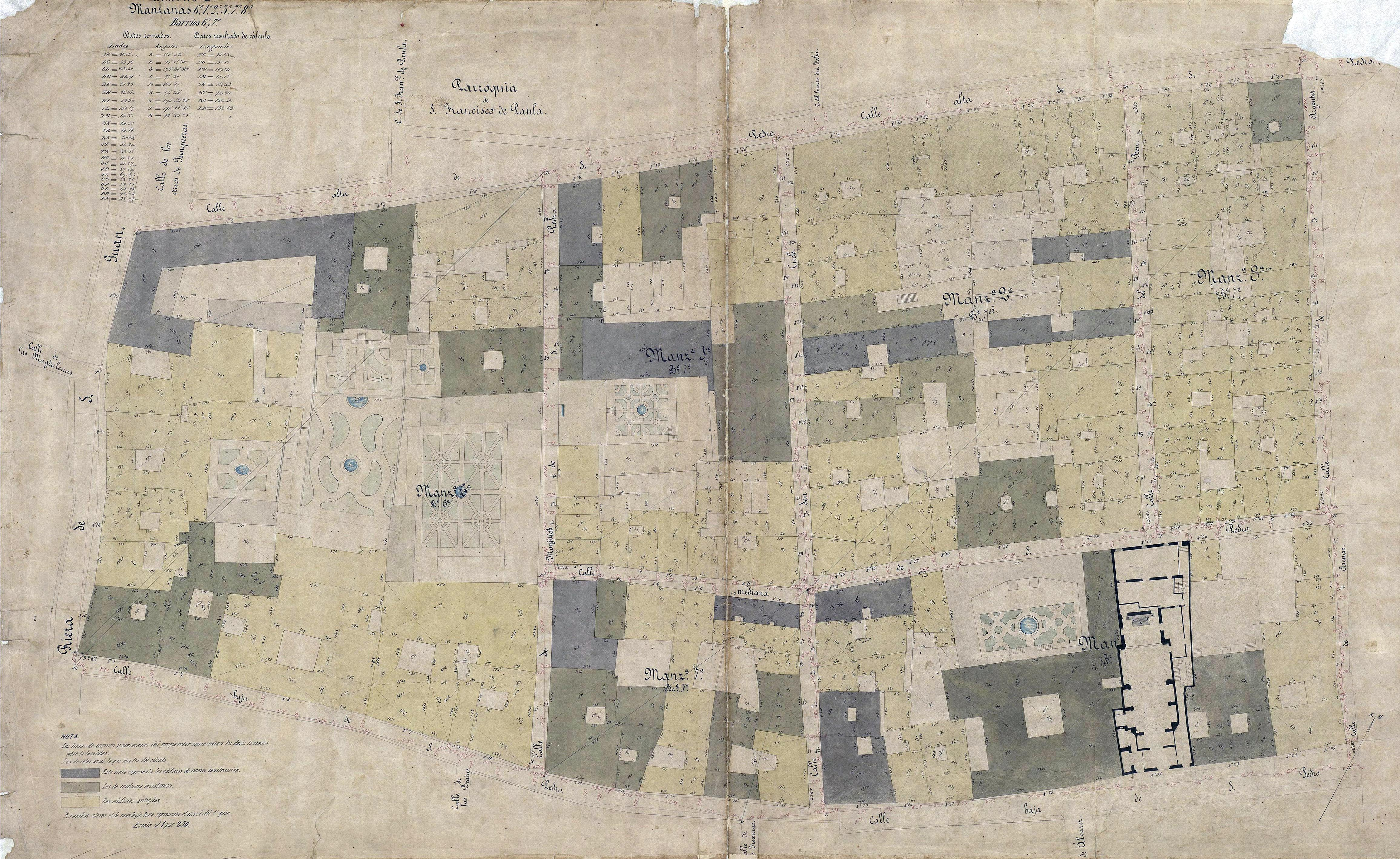
Quarteró núm. 24 de Garriga i Roca (c. 1860)